# Начальник тюрьмы
Начальник тюрьмы — должностное лицо, которое отвечает за тюрьму.

## Название
В США и Канаде, warden (с англ. — «охранник, надзиратель») — наиболее распространённый титул для должностного лица, ответственного за тюрьму.
В некоторых штатах США также встречается слово superintendent (с англ. — «директор, управляющий»). В маленьких округах, тюрьма должна управляться местными шерифами и их заместителями.
В Великобритании и Австралии используется governor, с англ. — «губернатор». В Новой Зеландии и частных тюрьмах Великобритании, эта должность известна как director, с англ. — «директор, руководитель».
В Азии, в частности Индии, Пакистане и Шри-Ланке, используется jail superintendent (с англ. — «тюремный надзиратель») или просто superintendent (с англ. — «надзиратель»). Точное название варьируется в зависимости от типа тюрьмы.

## Обязанность
Начальник тюрьмы обязан контролировать все операции внутри тюрьмы. Тюрьмы различаются по размеру, некоторые из них содержат тысячи заключённых. Они отвечают за безопасность тюрьмы, работу персонала тюрьмы (включая тюремных надзирателей, тюремных врачей, дворников, поваров и др.), управление его запасами, содержание помещений, благосостояние заключённых, а также контролируют исполнение директив, касающихся управления тюрьмой. На практике повседневное управление безопасностью обычно делегируется руководителю службы безопасности, который будет помощником или подчинённым начальника.
Регулярная работа надзирателя может включать надзор за безопасностью, проведение инспекций, проведение дисциплинарных процедур, составление отчётов, управление приёмами и поддержание связи с другими профессиональными сотрудниками, которые посещают тюрьму, такие как медицинский персонал, осуждённые с испытательным сроком и социальные работники.
Характер работы зависит от размера тюрьмы. Количество охраны, в которой нуждается тюрьма также зависит от типа тюрьмы: от открытой тюрьмыдо тюрьмы супермаксимальной безопасности. В целом, обязанности начальника тюрьмы различались в разных эпохах и разных типах тюрем.

## По странам

### Индия
Тюрьмы в Индии управляются провинциальной тюремной службой. Каждая тюрьма или тюрьма управляется суперинтендантом. Точное название зависит от тюрьмы и штата. Суперинтенданту обычно помогает заместитель начальника и один или несколько помощников.

### Великобритания
В настоящее время в Англии и Уэльсе есть 139 действующих тюрем, 16 в Шотландии и три в Северной Ирландии. Существуют три отдельных тюремных службы для Англии и Уэльса, Шотландии и Северной Ирландии. Руководитель тюрьмы известен как тюремный губернатор. Исключением является ряд частных тюрем, которыми управляет директор. Директору помогает контроллёр, назначаемый Министерством юстиции.
Потенциальным губернаторам необходимо пройти медицинское обследование, осмотр и фитнес-тесты, а также быть гражданином Великобритании или гражданином ЕС и быть готовым к переезду в случае необходимости. Компании, в которых работают частные тюремные учреждения, имеют свои собственные требования к поступлению и методы найма. В Англии и Уэльсе выпускники публикуются каждый год (обычно в октябре) в национальной прессе. В Шотландии рекламируются как в шотландской, так и в национальной прессе.
В Англии и Уэльсе есть два основных варианта становления тюремным губернатором. Первый из них заключается в том, что персонал может продвигаться по служебной лестнице (например, от надзирателя и переходить к другим управленческим функциям). Второй вариант — через IDS (Prison Service Intensive Development Scheme). Этот вариант открыт только для тех, кто держит уровень, с предпочтением для кандидатов, имеющих соответствующий опыт в вооружённых силах или полиции. Верхний возрастной лимит для становления губернатором тюрьмы – 57. С помощью этой схемы можно достичь статуса высшего руководства менее чем за пять лет, в то время как обычно этого статуса добиваются 20 лет.